# Ascochinga
Ascochinga är en ort i Argentina.   Den ligger i provinsen Córdoba, i den centrala delen av landet, 700 kilometer nordväst om huvudstaden Buenos Aires. Ascochinga ligger 712 meter över havet och antalet invånare är 470.
Terrängen runt Ascochinga är kuperad västerut, men österut är den platt. Närmaste större samhälle är Jesús María, 18,2 kilometer öster om Ascochinga.
Trakten runt Ascochinga består i huvudsak av gräsmarker. Runt Ascochinga är det ganska tätbefolkat, med 86 invånare per kvadratkilometer.